# Ján Válek
Ján Válek (26. května 1895 Líšeň – 1972 Trnava) byl slovenský a československý poválečný politik Demokratické strany. Po únorovém převratu v roce 1948 byl počátkem 50. let generálním tajemníkem Strany slovenské obrody, která byla loajálním spojencem komunistického režimu. Zasedal za ni v Národním shromáždění republiky Československé, později v rámci vnitrostranických sporů vyloučen ze strany a stažen z veřejných funkcí.

## Biografie
Narodil se v Líšni u Brna. Profesí byl živnostníkem. Podle jiného zdroje se ale Ján Válek, narozený roku 1895 v Líšni u Brna, ovšem uvádí jako středoškolský učitel. Od roku 1921 do roku 1938 vyučoval na učitelském ústavu v Trnavě.
Ve volbách do Národního shromáždění roku 1948 získal za Stranu slovenské obrody mandát v parlamentu ve volebním kraji Trnava. V parlamentu zasedal do října 1952, kdy rezignoval a nahradil ho Fedor Zorkócy.
V letech 1951–1952 byl generálním tajemníkem Strany slovenské obrody. V květnu 1952 byl v rámci frakčního boje a na nátlak KSČ vyloučen ze Strany slovenské obrody, společně s dalším významným funkcionářem Jánem Ševčíkem. Oficiální zdůvodnění jeho konce ve funkci generálního tajemníka a vyloučení ze strany bylo to, že do funkce byl dosazen nedemokratickou cestou a byl zpoluzodpovědný za porušování politiky obrozené Národní fronty.
Zemřel roku 1972 v Trnavě.